# Pasar Terusan
Pasar Terusan is een bestuurslaag in het regentschap Batang Hari van de provincie Jambi, Indonesië. Pasar Terusan telt 2751 inwoners (volkstelling 2010).